# Graciela de la Torre
Graciela de la Torre es una profesional de museos,  académica e historiadora del arte mexicana. Ha sido directora de museos de arte en México, como el Museo Nacional de San Carlos, el Museo Nacional de Arte (MUNAL) y el Museo Universitario de Arte Contemporáneo de la UNAM.

## Biografía
Realizó la licenciatura en historia del arte en la Universidad Iberoamericana y una especialidad en arte y creatividad infantil en la Universidad Cornell, entre otros estudios.

### Carrera profesional
Asumió la dirección del Museo Nacional de San Carlos en 1977, que dirigió hasta 1989. En ese museo llevó adelante programas educativos y programas pioneros para niños en situación de calle y para personas de la tercera edad, algo innovador para los museos mexicanos de entonces. 
De 1989 a 2003 fue directora del Museo Nacional de Arte.  En su gestión el museo se caracterizó por llevar a cabo exhibiciones que conjuntaban la ambición exhibitiva y la participación de académicos, así como muestras que fueron al mismo tiempo atractivas al público e intelectualmente demandantes, incluyendo la tetralogía sobre pintura de historia titulada Los pinceles de la historia (1999-2002). Bajo su gestión se realizó la renovación arquitectónica, museológica y museográfica del museo designada como MUNAL 2000, que buscó duplicar las áreas de exhibiciones y ofrecer un nuevo guion museográfico de las colecciones. En 2002 decidió tomar la controvertida decisión de cerrar el MUNAL durante más de un mes para evitar que un plantón de manifestantes cercano pusiera en riesgo la integridad del museo.
Entre 2003 y 2020 fue directora de Artes Visuales de la UNAM y fue la cabeza del equipo que conceptualizó el Museo Universitario Arte Contemporáneo (MUAC), mismo que se inauguró en 2008. En febrero de 2020 la sucedió en esos cargos Amanda de la Garza, y De la Torre pasó a encabezar la Cátedra Extraordinaria Inés Amor de Gestión Cultural de la UNAM.

## Premios y reconocimientos
- Becada de la Getty Foundation para incorporarse al programa Museum Management Institute (MMI) del Getty Leadership Institute, 2003.[10][2]